# Гроподалозио (Маса-Карара)
Гроподалозио је насеље у Италији у округу Маса-Карара, региону Тоскана.
Према процени из 2011. у насељу је живело 74 становника. Насеље се налази на надморској висини од 523 м.